# Le Combat de l'Amour et de la Chasteté
Le Combat de l'Amour et de la Chasteté (en italien : Lotta tra Amore e Castità) est une peinture à thèmes allégoriques du Pérugin, datant de 1503, conservée au Musée du Louvre à Paris.

## Histoire
Le tableau est le troisième élément commandé le 19 janvier 1503 par Isabelle d'Este comme complément aux deux toiles allégoriques d'Andrea Mantegna, Le Parnasse (1497) et Minerve chassant les Vices du jardin de la Vertu (1499-1502), pour décorer son studiolo.
Le thème de la peinture a probablement été fourni par Paride da Ceresara le poète et conseiller d'Isabelle.
Il reste une volumineuse documentation concernant le thème grâce à la correspondance entre Isabelle d'Este et Le Pérugin actif à l'époque dans son atelier de Florence. 

« Le thème poétique que je désire vous voir peindre est le combat de l’Amour et de la Chasteté, Pallas luttant contre Vénus et l’Amour. Il faut que Pallas semble avoir presque vaincu l’Amour [...] »

— Isabelle d'Este - Correspondance avec le Pérugin.
Le thème littéraire spécifié dans sa globalité faisait partie intégrante du contrat notarial et comprenait un dessin qui devait servir de base de travail au peintre qui pouvait faire l'impasse sur quelques épisodes secondaires du sujet très détaillé mais ne devait sous aucun prétexte ajouter ou modifier des figures à son initiative : quand Le Pérugin peignit Vénus nue plutôt qu'habillée, la marquise protesta vigoureusement par l'intermédiaire de ses consultants chargés de visiter régulièrement l'atelier de l'artiste.
Lors de la livraison du tableau advenue en 1505, Isabelle ne fut pas pleinement satisfaite : elle dit que le tableau lui aurait plu davantage s'il était réalisé en peinture à l'huile alors qu'il l'était en tempera à sa demande pour être en harmonie avec le style de Mantegna.
Elle ne commandera plus aucun tableau à l'artiste et déclina même en 1524 une offre de son épouse Chiara Fancelli, une peinture Mars et Venus surpris par Vulcain de son défunt mari.

Le tableau et tous ceux du studiolo, ont été offerts  par Charles Ier de Mantoue au cardinal de Richelieu. Transféré à Paris il rejoignit le patrimoine royal pour terminer  finalement au Musée du Louvre.

## Thème
L'œuvre reprend les représentations allégoriques de l'Amour et de la Chasteté placé dans un cadre de représentations mythologiques,  symboliques des thèmes choisis.

## Description
La lutte entre les personnages principaux se déroule dans un décor constitué d'un doux paysage typique du Pérugin, constitué de basses collines pointillées d'arbrisseaux qui se diluent dans une perspective atmosphérique  vers l'horizon d'un ciel clair.
Parmi les nombreux personnages mythologiques se distinguent : Minerve, Diane, Venus, Antéros, des nymphes, faunes, satires et amours. 
En arrière-plan sont représentés divers épisodes mythologiques liés à la victoire de la chasteté sur l'amour charnel : Apollon et Daphné, Jupiter et Europe, Mercure et Glaucera, Polyphème et Galatée, Pluton et Proserpine et  Neptune avec la nymphe qui se mue en corneille.

## Analyse
La composition qui en résulte est un peu confuse, avec une certaine carence dans le dessin comparée aux réalisations de Mantegna.
Le Pérugin avait été probablement gêné lors de la peinture de la composition par son contenu intimiste plutôt que par une œuvre de grand format dont il était coutumier.